# Eurybia misellivestis
Eurybia misellivestis is een vlindersoort uit de familie van de prachtvlinders (Riodinidae), onderfamilie Riodininae.
Eurybia misellivestis werd in 1910 beschreven door Stichel.